# Marciac
Marciac ist eine französische Gemeinde mit 1.209 Einwohnern (Stand 1. Januar 2022) im Département Gers in der Region Okzitanien. Sie gehört zum Arrondissement Mirande und zum Kanton Pardiac-Rivière-Basse.

## Geografie
Marciac liegt an der Grenze zum Département Hautes-Pyrénées, etwa 40 Kilometer westsüdwestlich von Auch und 40 Kilometer nördlich von Tarbes in der Gascogne am Fluss Bouès sowie dessen Nebenfluss Laüs. Im Südosten reicht das Stadtgebiet bis an den Fluss Arros und seinen Zufluss Larté. Die mittelalterliche Stadt wurde – wie im Ortskern immer noch klar erkennbar ist – als Bastide ausgelegt. Nördlich des Zentrums liegt ein mittelgroßer See.

## Geschichte
Marciac (‚das Anwesen des Herrn Marcellus‘) wurde als königliche Bastide im Jahr 1298 von den drei Herren Étienne de Lupé, Abt des Klosters Case-Dieu, dem nachmaligen Grafen von Pardiac Arnaud-Guilhem III. und dem Seneschall von Toulouse, Guichard de Marciac, gegründet. Letzterer ließ die Stadt bauen und verlieh ihr seinen Namen und das Recht zur Ausübung der Gerichtsbarkeit, das im Jahr 1300 vom französischen König Philipp IV. bestätigt wurde. Marciac war damals von einer Ringmauer und einem Stadtgraben umgeben. Acht von Wehrtürmen überragte Stadttore ermöglichten und sicherten den Zugang. Dank der Vergabe von zahlreichen Freiheiten an die Bürger der Stadt begann Marciac rasch zu prosperieren.
Im Jahr 1569 wurde Marciac von Leutnant Sérignac auf Geheiß des Hugenottenführes Gabriel de Lorges, Graf von Montgomery, eingenommen und erst gegen ein Lösegeld von 2000 Livres wieder freigegeben. Bei dieser kriegerischen Tat wurde die Kirche beschädigt.

### Wappen
Blasonierung: Geteilt: heraldisch links auf Azurblau fünf güldene Fleurs-de-Lys als Schrägkreuz gruppiert; rechts auf Rot ein silberner Doppelschlüssel.

## Bevölkerungsentwicklung
| Jahr                       | 1962 | 1968 | 1975 | 1982 | 1990 | 1999 | 2009 | 2020 |
| Einwohner                  | 996  | 1065 | 1131 | 1119 | 1211 | 1160 | 1234 | 1203 |
| Quellen: Cassini und INSEE |      |      |      |      |      |      |      |      |

## Sehenswürdigkeiten
- Der Grundriss des Ortskerns ist wie für Städte, die als Bastide gegründet wurden, typisch schachbrettartig. Das Zentrum bildet ein großer, rechteckiger Platz, der von Arkaden und herrschaftlichen Häusern umgeben ist. Eines dieser Häuser weist drei Stockwerke auf und dient heute als Rathaus (Hôtel de ville) und ein zweites – Maison Guichard genannt – als Fremdenverkehrsamt.

- Die Kirche Notre-Dame-de-l’Assomption (Mariä Himmelfahrt) ist ein spätgotischer Bau aus dem 15. Jahrhundert. Der Turm ist ein Torbau (clocher-porche) mit viereckigem Grundriss und einem hohen, pfeilförmigen Helm. Das dreischiffige Bauwerk mit seinem fünfeckigen Chor beherbergt spätromanische Skulpturen aus dem 14. Jahrhundert.

- Vom ehemaligen Augustinerkloster steht heute nur noch der achteckige Turm aus dem 14. Jahrhundert und eine Fassade mit dem Portal. Der Kreuzgang wurde um 1880 abgebaut, in die Vereinigten Staaten verschifft und 1910 vom Industriellen und Kunsthändler Henry Walters erworben.[2][3]

- Kapelle Notre-Dame-de-la-Croix, früher ein Wallfahrtsort in einem Park

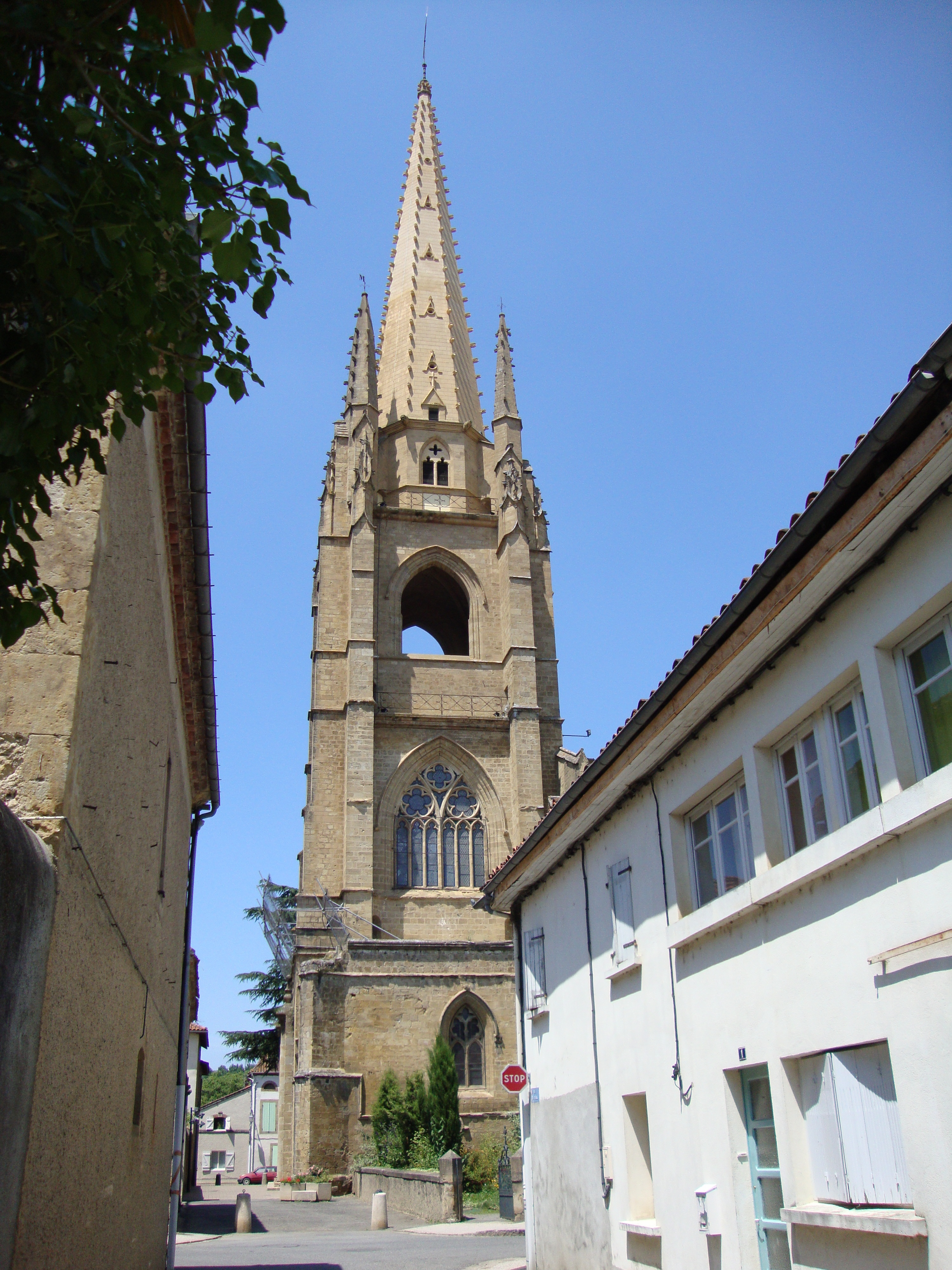
Turm der Kirche Mariä Himmelfahrt
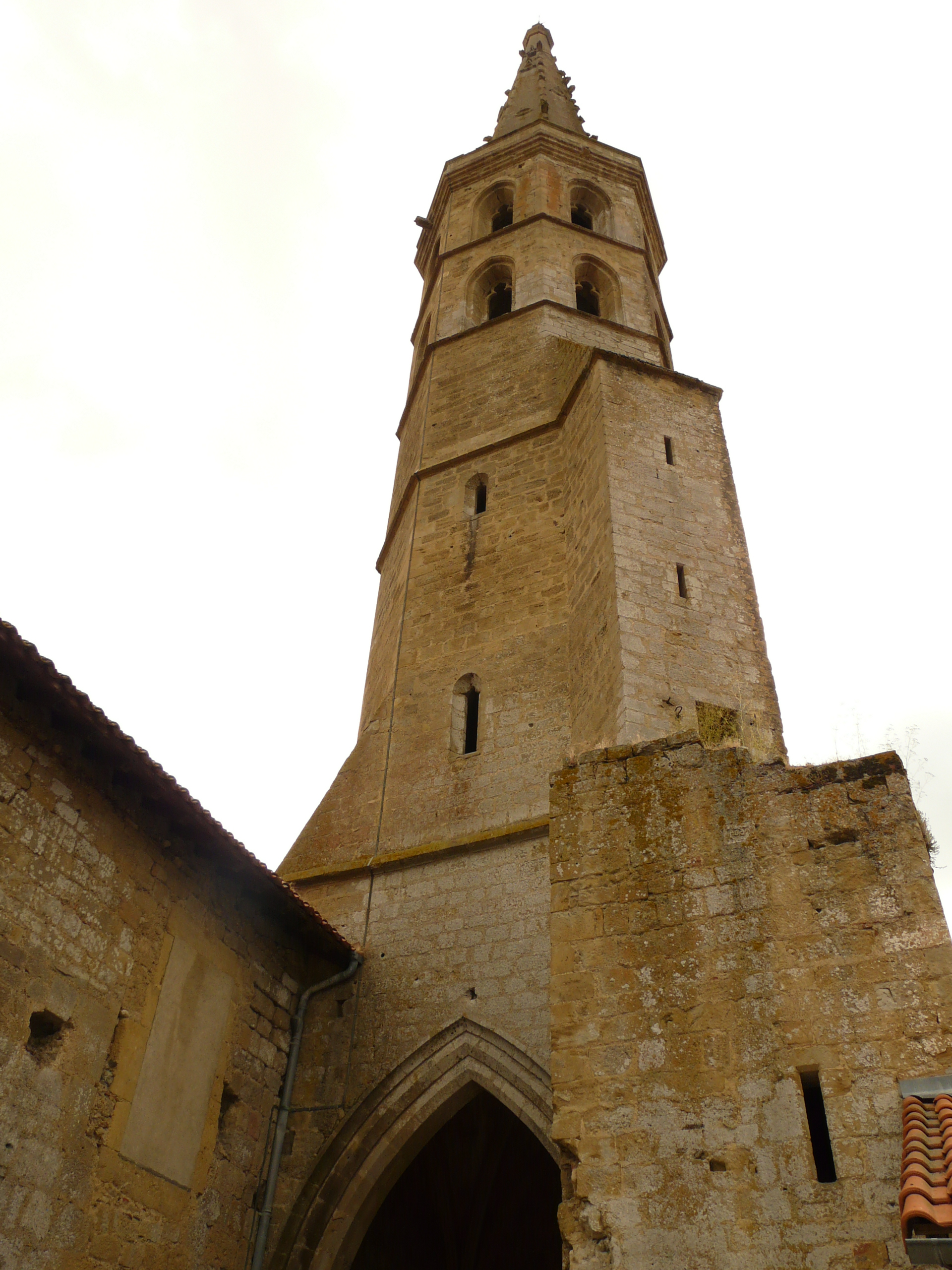
Turm des ehemaligen Augustinerklosters
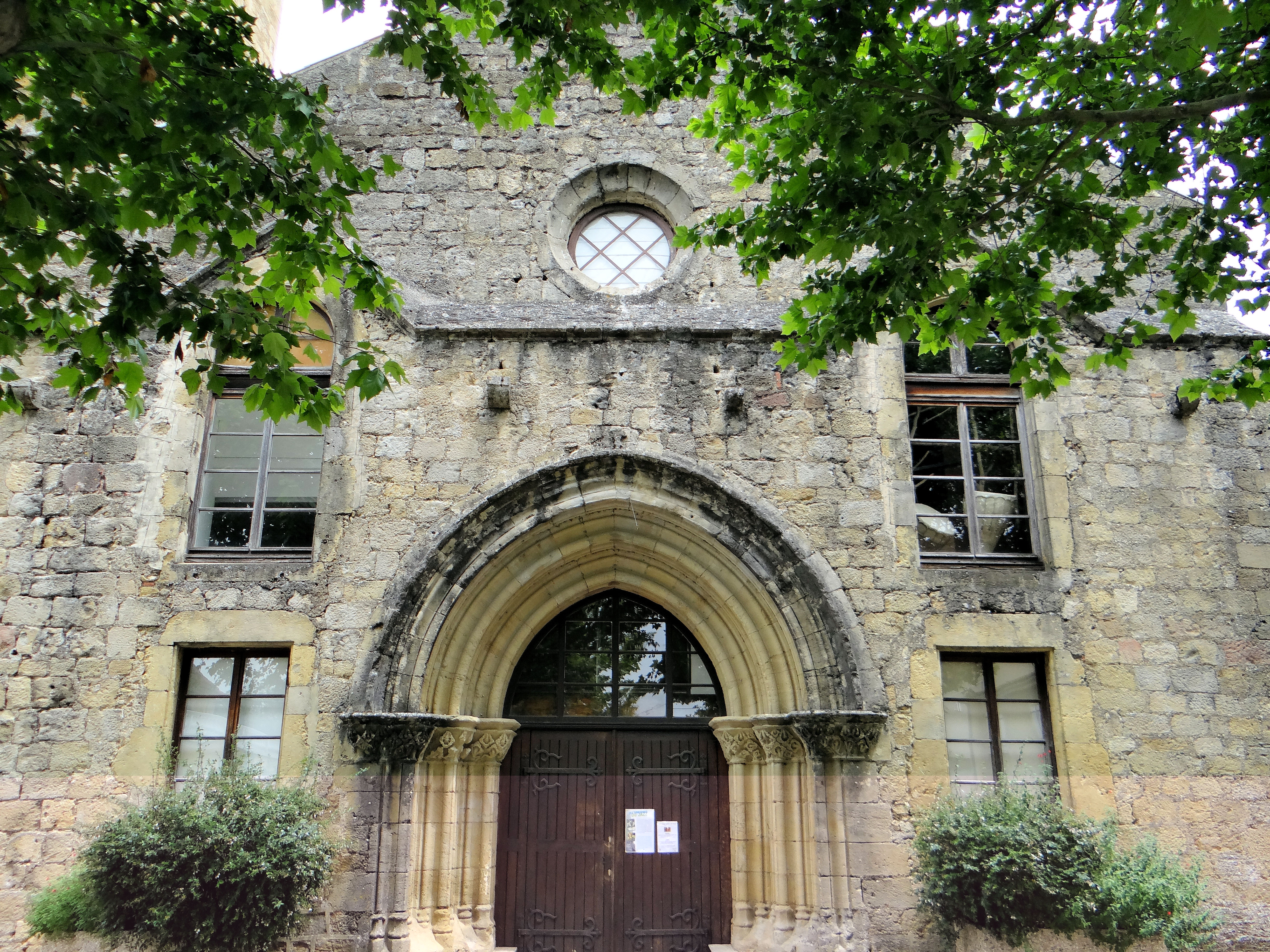
Portal des ehemaligen Augustinerklosters
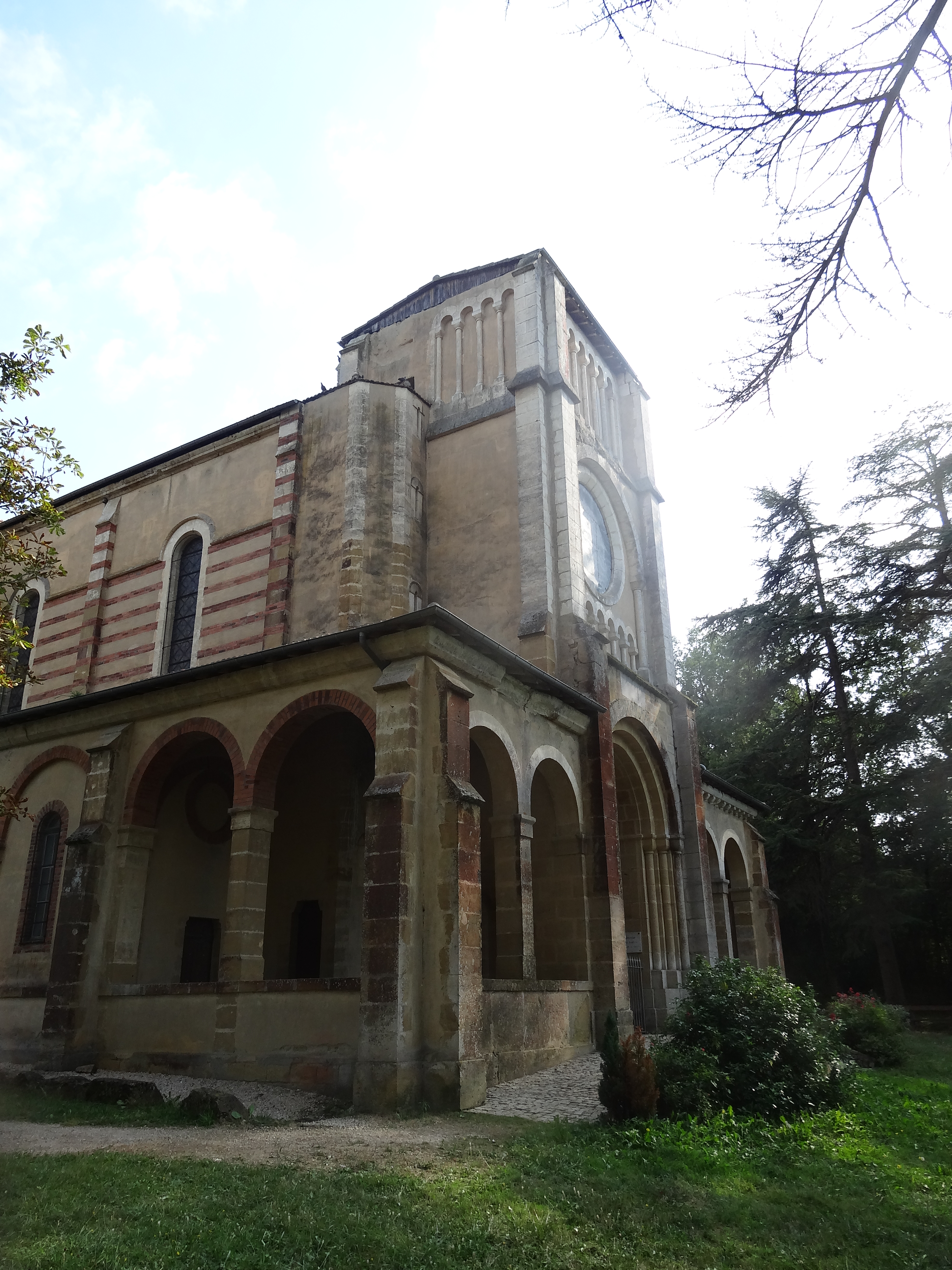
Kapelle Notre-Dame-de-la-Croix
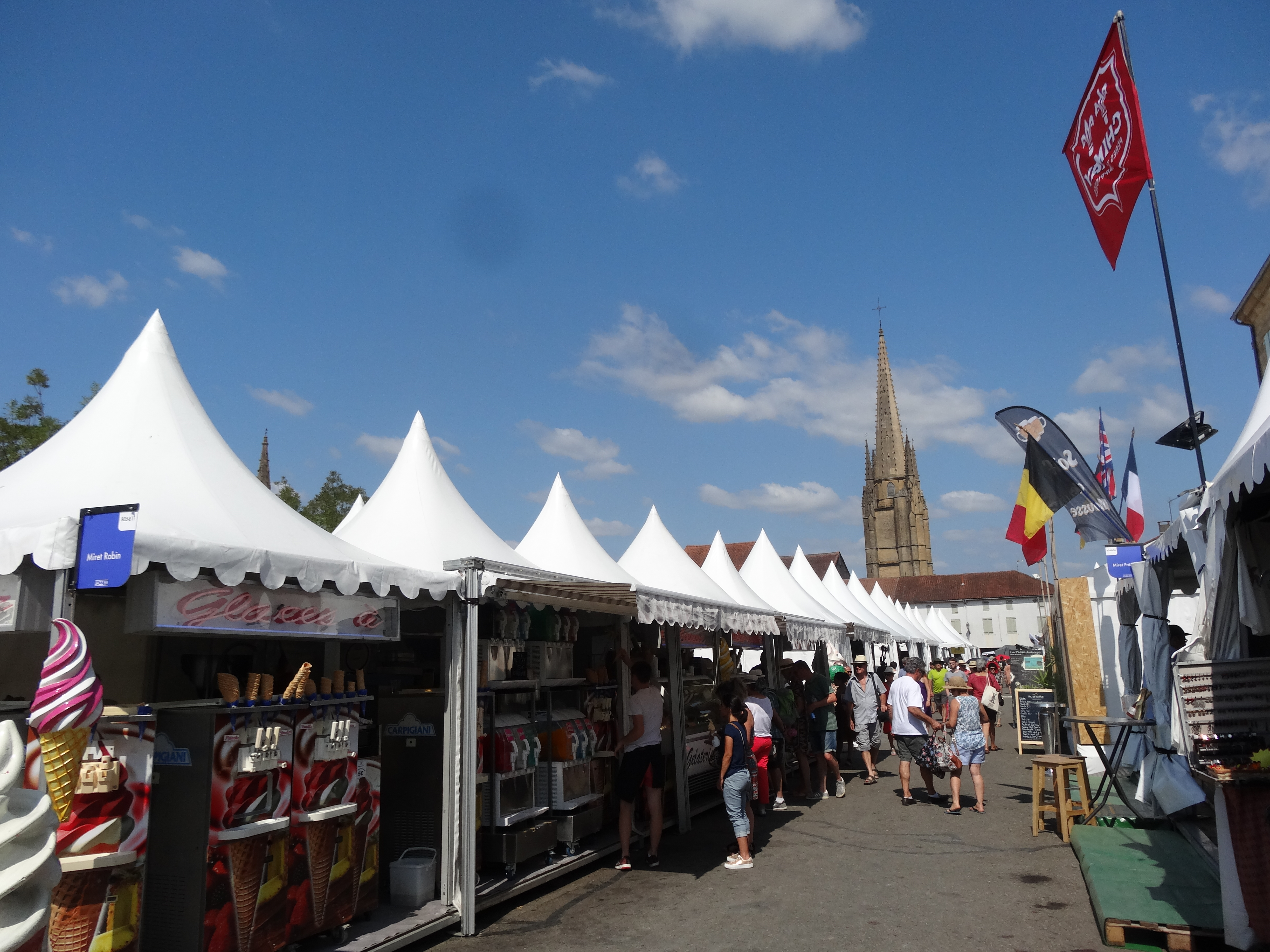
Verkaufsstände beim Jazzfestival 2018

## Veranstaltungen
Marciac wurde Dank seinem Jazzfestival „Jazz in Marciac“ (JIM) bekannt. Es findet seit 1978 jährlich im Monat August statt und zog 2010 225.000 Besucher an.
Der Theatersaal L’Astrada ersetzte 2011 die zu klein gewordene, alte Festhalle. Er bietet Platz für 500 Zuschauer und wird ganzjährig betrieben. Neben der Nutzung während des Jazzfestivals finden weitere kulturelle Veranstaltungen mit überregionaler Ausstrahlung statt.